# Петруничи
Петруничи — деревня в составе Мурашинского района Кировской области. 

## География
Находится на расстоянии примерно 43 километра по прямой на юго-запад от районного центра города Мураши.

## История
Известна с 1873 года, когда в ней учтено было дворов 6 и жителей 38, в 1905 11 и 63, в 1926 12 и 71, в 1950 31 и 62 соответственно, в 1989 76 жителей . До 2021 года входила в Мурашинское сельское поселение Мурашинского района, ныне непосредственно в составе Мурашинского района.

## Население
Постоянное население  составляло 60 человек (русские 98%) в 2002 году, 31 в 2010.